# Calendula
Calendula este un gen de plante din familia Asteraceae, ordinul Asterales.

## Specii
Genul Calendula L. cuprinde cca 20 specii, dintre care: C. officinalis L., C. arvensis L., C. stellata Cav., C. marocana Ball., C. aegiptiaca Desf., C. persica C.A.Mey, C. gracilis DC, C. macranta Tin&Guss., C. bicolor Rafin., C. maritima Guss., C. pachysperma Zoh., C. gracilis DC., C. palaestina Boiss., C., tripterocarpa Rupr., C. lazemaire, C. caracalensis Vass., C. suffruticosa Vahl. ssp. fulgida (Rafin.)Ohle și ssp. tomentosa Murb., C. algeriensis Boiss&Reut.

## Morfologie
Gălbenelele (Calendula officinalis) sunt plante anuale, rar bienale, cu rădăcina pivotantă, alb-gălbuie, lungă de cca. 20–25 cm și groasă până la 1 cm. Tulpina este ierboasă, erectă, cu talia de 20-40 (uneori pînă la 80) cm, bogat ramificată, pubescentă glandular. Tulpina este erectă, foliată, cu 5-25 ramificații. Frunzele sunt alterne, sesile, întregi, de culoare verde-viu, glabre. Frunzele sunt sesile, alterne, cu marginea întreagă. Cele inferioare sunt invers lanceolate, rotunjite la vîrf, lungi până la 18–20 cm, iar spre partea superioară sunt din ce în ce mai înguste și mai mici. Tulpina și frunzele sunt lipicioase. Florile sunt grupate în antodii terminale, cu diametrul de 3–5 cm, câte 20-50 la o plantă. Acestea au pe margine flori ligulate, hermafrodite, fertile, 15-40 la populațiile locale și 60-500 la soiurile cu inflorescențe involte (,,bătute"). Procentul de flori ligulate (care interesează în primul rând pentru valorificare) din întreaga inflorescență este între 20 și 45% în funcție de soi. În centrul inflorescenței se găsesc florile tubuloase, sterile (gălbenele fac excepție de la regula familiei Asteraceae la care florile tubuloase, din centrul inflorescenței, sunt fertile), de aceeași culoare ca și cele ligulate sau maronii. Polenizarea este alogamă, entomofilă. Fructele sunt achene curbate în formă de seceră sau barcă arcuită care formează niște inele (de unde și denumirea în limba germană “Ringelblume” = floare cu inele), cu mici țepi pe suprafață. Achenele din interiorul receptaculului sunt de dimensiuni mai mici decât cele marginale. MMB este, în medie, de cca. 10,2 (8-15) g.

## Denumiri populare
În folclorul românesc gălbenelele se mai numesc și: boance, calce, calinică, călincă, căldărușe, cilimică, cilimine, coconițe, crăițe, felimică, filimică, fetișcă, flori galbene, flori oșenești, gălbenioare, hilimică, năcoțele, ochi-galbeni, gălbenare, ochișele, roșioare, rujinele, rujulițe, rusculițe, salomie, salunii, sinilii, stîncuțe, tătăiși, 	
vâzdoage, chilimiche, cilimini, filimină, filimini, filincică, hloare, floare galbenă, gălbănușe, gălbioare, ochiul boului, ogriștene, roșioară, roșiori, roșuliță, ruginele, ruguliță, rujinei, rujmică, rujnică, rușnici, rușori, rușulițe, sălunină, silunini, stâncuță, rătăiși.